# Brigate Nere
Les Brigate Nere (Brigades Noires)  ont été l'un des groupes paramilitaires fascistes opérant dans la République sociale italienne (dans le Nord de l'Italie), durant les dernières années de la Seconde Guerre mondiale après la signature de l'armistice de Cassibile en 1943. 
Les Brigate Nere ont été officiellement dirigés par Alessandro Pavolini, ancien ministre de la Culture de l'ère fasciste durant les dernières années du royaume d'Italie.

## Histoire
Benito Mussolini a été arrêté après que le Grand Conseil du fascisme italien (Gran Consiglio del Fascismo), avec le soutien du roi Victor Emanuel III (« Ordre du jour Grandi »), a renversé ce régime et entamé des négociations avec les Alliés pour le retrait de l'Italie de la guerre en signant l'armistice de Cassibile. Mussolini a été délivré de sa prison du Grand Sasso par les parachutistes allemands dirigés par Otto Skorzeny et a été installé par les Allemands comme le président de la République sociale italienne (RSI). La RSI dont le siège était situé à Salò devait administrer l'Italie du Nord occupée par les Allemands. La Milice volontaire pour la sécurité nationale  (MVSN, aussi connu comme « Chemises noires ») a été dissoute selon les termes de l'armistice et remplacée par la Garde nationale républicaine constituée le 24 novembre 1943. 
La « Guardia Nazionale Repubblicana » était formée par la police locale, des éléments de l'ancienne armée et d'autres forces restées fidèles à la cause fasciste.
Les Brigate Nere comprennent des membres du parti fasciste républicain. La formation des Brigades noires a été fixée par une loi du parti républicain en date datée 30 juin 1944.
Les membres de ces brigades ont combattu les Alliés et les partisans italiens, mais aussi les opposants politiques et certains membres fascistes jugés peu actifs.

## Uniformes et grades

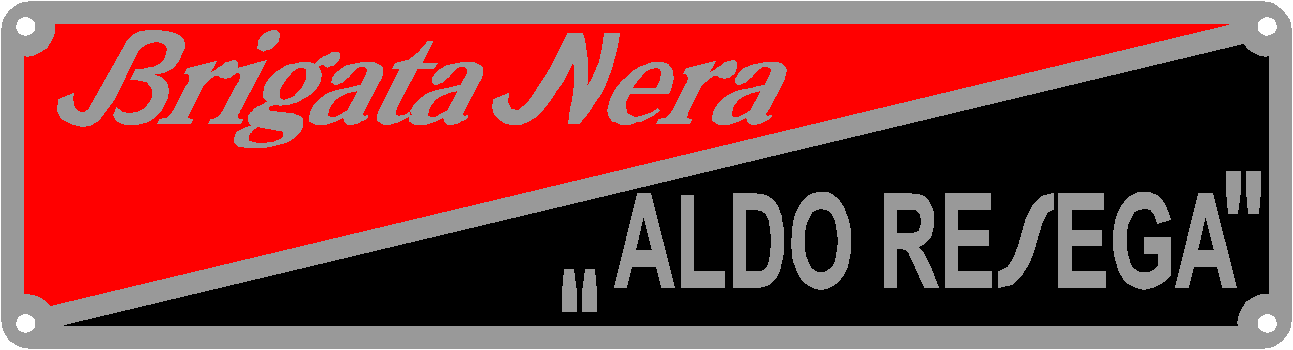
Distinctif pectoral de la VIIIe Brigata Nera Aldo Resega de Milan

Le règlement se limitait à la prescription du port de la « chemise noire » souvent remplacée sur le terrain par des vestes, maillots et pardessus de la même couleur.
Au départ, il n'existait pas de grades, ceux-ci étaient matérialisés par de petites cordelettes portées autour de l'épaule droite comme indicateurs temporaires de la fonction de commandement assumé pendant l'opération menée, selon le schéma suivant :
 Commandant de Brigade
 Commandant de bataillon ou commandant adjoint de brigade
 Commandant de compagnie
 Commandant de peloton
 Commandant de squadra
À partir de janvier 1945, le système est abandonné et les grades permanents adoptés sont les mêmes de ceux de Guardia Nazionale Repubblicana.

## Organisation
Les Brigades noires étaient souvent des petits bataillons ou des compagnies  composées généralement de 200 à 300 hommes. 
Il a été créé 41 brigades territoriales numérotés de 1 à 41. Il y avait aussi sept brigades « autonomes »  et huit brigades « mobiles », numérotées de 1 à 7 plus la deuxième brigade des Arditi.

### Liste des Brigate Nere
Liste par région. Entre parenthèses la province de recrutement.
Piémont
Ispettorato Regionale del Piemonte renommé ensuite Ispettorato Brigate Nere del Piemonte
- I Brigata Nera «  Ather Capelli » (Turin)
- II Brigata Nera «  Attilio Prato » (Alexandrie)
- III Brigata Nera « Emilio Picot » (Aoste)
- IV Brigata Nera «  Luigi Viale » (Asti)
- V Brigata Nera «  Carlo Lidonnici » (Cuneo)
- VI Brigata Nera « Augusto Cristina » (Novare)
- VII Brigata Nera « Bruno Ponzecchi » (Vercelli)

Lombardie
Ispettorato Regionale della Lombardia puis Ispettorato Brigate Nere della Lombardia
- VIII Brigata Nera « Aldo Resega » (Milan)
- IX Brigata Nera « Giuseppe Cortesi » (Bergame)
- X Brigata Nera « Enrico Tognù »(Brescia)
- XI Brigata Nera « Cesare Rodini » (Côme)
- XII Brigata Nera « Augusto Felisari » (Crémone)
- XIII Brigata Nera « Marcello Turchetti » (Mantoue)
- XIV Brigata Nera « Alberto Alfieri » (Pavie)
- XV Brigata Nera « Sergio Gatti » (Sondrio)
- XVI Brigata Nera « Dante Gervasini » (Varèse)

Vénétie
Ispettorato Regionale del Veneto puis Ispettorato Brigate Nere del Veneto
- XVII Brigata Nera « Bartolomeo Asara » (Venise)
- XVIII Brigata Nera  « Luigi Begon » (Padoue)
- XIX Brigata Nera « Romolo Gori » (Rovigo)
- XX Brigata Nera « Amerino Cavallin » (Trévise)
- XXI Brigata Nera « Stefano Rizzardi » (Vérone)
- XXII Brigata Nera « Antonio Faggion » (Vicence)

Émilie-Romagne
Ispettorato Regionale dell'Emilia puis Ispettorato Brigate Nere dell'Emilia
- XXIII Brigata Nera  « Eugenio Facchini » (Bologne)
- XXIV Brigata Nera « Igino Ghisellini » (Ferrare)
- XXV Brigata Nera « Arturo Capanni » (Forlì)
- XXVI Brigata Nera « Mirko Pistoni » (Modène)
- XXVII Brigata Nera « Virginio Gavazzoli » (Parme)
- XXVIII Brigata Nera « Pippo Astorri » (Plaisance)
- XXIX Brigata Nera « [[]] » (Ravenne)
- XXX Brigata Nera « Umberto Rosi» (Reggio Emilia)

Ligurie
Ispettorato Regionale della Liguria puis Ispettorato Brigate Nere della Liguria
- XXXI Brigata Nera Generale «Silvio Parodi»  (Gênes)
- XXXII Brigata Nera «Antonio Padoan» (Imperia)
- XXXIII Brigata Nera «Tullio Bertoni» (La Spezia)
- XXXIV Brigata Nera «Giovanni Briatore» (Savone)

Toscane
- XXXV Brigata Nera «Don Emilio Spinelli» (Arezzo)
- XXXVI Brigata Nera «Mussolini», puis «Piagentini» (Lucques)[4]
- XXXVII Brigata Nera «Emilio Tanzi» (Pise)
- XXXVIII Brigata Nera «Ruy Blas Biagi» (Pistoia)
- XXXIX Brigata Nera (Sienne)
- XL Brigata Nera «Vittorio Ricciarelli» (Apuania)
- XLI Brigata Nera «Raffaele Manganiello» (Florence)

Autres commandements
Groupe Brigate Nere Mobili:
- I Brigata Nera Mobile «Vittorio Ricciarelli» (Milan)
- II Brigata Nera Mobile «Attilio Pappalardo» (Bologne)
- III Brigata Nera Mobile «Danilo Mercuri» (Padoue)
- IV Brigata Nera Mobile «Achille Corrao»
- V Brigata Nera Mobile «Aldo Resega» (Dronero-Cuneo)
- VI Brigata Nera Mobile «Enrico Quagliata» (Val Camonica)
- VII Brigata Nera Mobile «Dalmazia» (Milan)
- VIII Brigata Nera Mobile «Tevere» (Milan)
- IX Brigata Nera Mobile «Arditi» (Milan)

Brigate Nere autonomes
- Brigata Nera Autonoma «Giovanni Gentile» (à Crémone, puis XI Brigata Nera Mobile Giovanni Gentile (Tirano in Valtellina)
- Brigata Nera Autonoma Operativa «Giuseppe Garibaldi» (Morbegno)
- Brigata Nera Autonoma Ministeriale «Meatini» (Brescia) (puis Brigata Nera Mobile Achille Corao)
- Brigata Nera Autonoma (Marches)
- Brigata Nera Autonoma «Venezia Giulia» (Gorizia)
- Brigata Nera Autonoma (Udine)
- Brigata Nera Autonoma «Tullio Cividino» (Trieste)
- Brigata nera femminile «Norma Cossetto» (Trieste)

Encadrés par les Brigate Nere et aux ordres du commandement général :
- Gruppi di azione giovanile (Milan)
- Compagnia Giovani Fascisti («Bir el Gobi») (Maderno)

Brigate Nere Autonome d'Outremer :
- Compagnia Complementare Fascisti (Rhodes)